# 長井元保
長井 元保（ながい もとやす）は、戦国時代から安土桃山時代にかけての武将。毛利氏家臣。父は長井就安。

## 生涯
安芸国の戦国大名・毛利氏の同族である長井氏の出身で、毛利氏家臣の長井就安の嫡男として生まれる。
天正9年（1581年）12月23日、毛利輝元の加冠状を受けて元服し、「元」の偏諱を与えられて「長井元保」と名乗った。
天正20年（1592年）から始まる文禄の役に従軍したが、文禄2年（1593年）5月4日に朝鮮で戦死した。元保が戦死したことにより、湯浅将宗の嫡男であった湯浅次郎五郎（後の長井元重）が父・就安の娘婿となって家督を継いだ。